# Svedehytte (nordamerikanske indianere)
En svedehytte er oftest en enkelt konstrueret grenramme i kuppelform, der overdækkes med et tætsluttende materiale (oprindeligt tit bisonskind:148  eller sivmåtter). En mere rammende betegnelse for svedehytten er en renselses-hytte, da deltagerne renser deres sind og/eller krop i dampen af vand hældt over bålopvarmede sten lagt ind i hytten.:100  At bygge en svedehytte og deltage i et svedebad er tit en ceremoni underlagt faste regler som f.eks. at bede bønner og synge bestemte sange. Ritualet kan kræve deltagelse af en anerkendt ceremonimester (medicinmand).:79 

## Svedehyttens udbredelse i 1800-tallet
I 1800-tallet brugte næsten alle nordamerikanske stammer svedehytten.:660  En indendørs svedehytte var således en fast del af en jordhytte blandt hidatsaerne,:393  og pawnee indianerne bragte varmebestandige sten fra hjembyen med på deres lange jagtekspeditioner for at kunne tage svedebade på prærien.:76  Før coeur d’alene folket fik adgang til sejldug og tæt lærred byggede de små, holdbare svedehytter dækket med bark og yderst et lag jord.:62 
Svedehytten var så almindelig og traditionel en del af de oprindelige folks liv, at den optales i myter og fortællinger.:89  Kiowaerne fører svedehyttens oprindelse tilbage til mytologisk tid i myten om Grandmother Spider og de to half-boys, der skal gennemføre et renselses-ritual for at neutralisere den skadelige kraft fra en magisk kæmpebjørn.:10 

## Svedehyttens brug
Svedehytten tjente flere forskellige formål. Den blev brugt i rent religiøst øjemed for at åbne sindet for ædle tanker:46  og for ikke at besudle hellige genstande ved berøringen af dem.:10  Nogle håbede på at overvinde en krise eller at få en bøn opfyldt ved at gennemføre et svedebads-ritual.:72  En lakota tog gerne et svedebad før starten på enhvert betydningsfuldt forehavende.:78 
Svedehytten kom også i brug ved behandling af visse sygdomme,:661  og som en erstatning for eller en optakt til et almindeligt bad i floden.:77  Nære venner og klubkammerater kunne tage et fælles svedebad for det sociale samværs skyld,:661  og ægtepar kunne svedebade sammen.:321 
Især mænd, men også kvinder i specielle situationer, drog fordel af svedebadets mange gavnlige virkninger og dets evne til at skabe kontakt til de højeste magter.:72 
Blandt enkelte stammer hændte det, at en jæger tog sine favorithunde til rådyrjagt med ind i en svedehytte. :244 

## Svedehytten
Svedehytter var generelt lave og trange. Navahoernes svedehytter var bygget så kun en enkelt person akkurat kunne sidde på hug inde i en.:499  Mere almindeligt var der plads til fire eller fem personer.:198 
Fox indianerne startede bygningen af en svedehytte med fire bøjelige grene placeret i passende afstand fra hinanden i hver sit verdenshjørne. Grenene modsat hinanden blev bøjet indad og bundet sammen, så der fremkom et spinkelt og kuppelformet skelet af krydsende grenbuer. Måtter af siv dækkede svedehytten helt. I midten af hytten, der højst måtte have en diameter af ca. halvanden meter, var der en bar plet jord til den opvarmede sten.:108 
Arapahoerne anvendte 16 pilegrene til svedehytten brugt i forbindelse med stammens soldans. De fem første blev placeret i en bestemt orden omkring et gravet hul i midten til de næsten glødende sten. En kort, smal ”sti” forbandt fordybningen i centrum med åbningen til svedehytten, der vendte ud mod en lille jordbunke lavet af midterhullets opgravede jord og græs.:45  Hyttegulvet blev dækket med hellig bynke.:46 
Crowerne brugte traditionelt 104 pilegrene til en svedehytte. I lighed med de fleste andre stammer lod de hytteindgangen vende mod øst.:144-145 
På lokaliteter uden mulighed for at finde bøjelige grene erstattede indianerne dem med korte stænger stillet op som i et kegleformet tipifundament.:198 
Svedehytter fik lov til at stå tilbage efter brugen og langsomt forfalde.:282 

## I svedehytten
Inde i svedehytten afklædte folk sig, mens en eller flere hjælpere udenfor så til stenene i et bål. På en tvegren eller med to pinde bar hjælperen en næsten glødende sten hen til svedehytten, når der indefra blev spurgt efter en. :252  Stenene blev placeret på den bare plet jord i hytten eller i den lave fordybning.:196 
Seks opvarmede sten kom i brug i svedehytten under blackfoot folkets soldans.:252  I forbindelse med et barns navngivning anvendte osagerne fire sten i svedehytten; én for hver af de fire forskellig-farvede stenarter, som deres mytologiske forfædre havde opdaget, da de befolkede jorden.:379 
Enten under eller ved afslutningen af en bøn eller en hellig sang øste en i svedehytten vand på stenene,:196  eller disse blev sprinklet med f.eks. en kvist af en enebusk dyppet i vand.:65  Dampen var så varm, at den brændte i halsen, når man trak vejret,:196  og den kunne være så fortættet, at folk ikke kunne se hinanden i svedehytten.:131  Med lange mellemrum blev skindet for åbningen løftet, så noget af dampen slap ud.:115  Deltagerne piskede måske sig selv med et bundt hellig hvid bynke, mens de svedte i hytten.:196  Blandt flere indianere sluttede svedebadet med en dukkert i en kold flod.:321 
Hvis nære venner tog et svedebad bare for at have en god tid sammen, sørgede de for, at dampen var mindre tæt.:197 
Små børn kunne ikke klare varmen i en svedehytte og deltog aldrig.:141 

## Anledninger til at bruge en svedehytte
Krigere fra osage stammen byggede en svedehytte dagen efter, at de havde begivet sig ud på en krigsekspedition.:78  Inden to udvalgte kiowaer søgte efter en egnet midterstolpe til stammens soldanshytte måtte de fuldføre et renselses-ritual i en svedehytte.:39  En visionssøgning startede og endte ofte med et svedebad.:62-63  Efter en anstrengende jagt eller andre strabadser blødgjorde choctaw indianerne deres værkende lemmer og genvandt styrken i et svedebad.:231  Apache spejderne med den amerikanske hær i 1883 tog svedebad efter en lang dags møje, mens soldaterne straks spiste og lagde sig til at sove.:154  Før vigtige genstande i blackfoot stammen skiftede hænder ved salg, f.eks. malede tipier og magiske bundter, gennemførte sælger og køber et fælles svedebad.:227  Syge lakotaer startede ofte en kur med et udrensende svedebad, da kroppen bagefter angiveligt var mere modtagelig for andre former for sygdomsbekæmpelse.:252  Hidatsaer og mandaner ude efter ørne bad om at få en god fangst, mens de svedte i en svedehytte bygget tæt ved fangstgruberne.:68 